# 中国地質大学 (北京)
中国地質大学（北京）（ちゅうごくちしつだいがく（ぺきん）、北京地大、CUGB）は北京市海淀区にある公立大学。211工程、双一流に選定されている。

## 概要
この大学では56の学部専攻、34の修士専攻、および16の博士専攻が設置されており、17,000人以上の学生が在籍している。その中には8,000人以上の学士課程学生、6,500人の修士課程学生、および約2,000人の博士課程学生が含まれている。
この大学は地質学、資源学、環境学などの専門分野を主要な領域としているが、他にもコンピュータ科学、地理情報科学、土木工学、経営学、法学、会計学、経済学、心理学など多くの分野の学位プログラムを提供している。
この大学の教職員は約1,700人で、その中には中国科学院の院士11人と中国工程院の院士1人が含まれる。

## 沿革
1952年に北京で設立された北京地質学院を起源とする。1975年に武漢に移転し、1978年には北京の元キャンパスに研究生院が設立される。1987年に中国地質大学となり、武漢キャンパスと北京キャンパスは同じ大学に所属していたが、2005年に北京キャンパスが独立して中国地質大学（北京）となった。